# Villabáñez
Villabáñez – gmina w Hiszpanii, w prowincji Valladolid, w Kastylii i León, o powierzchni 51,03 km². W 2011 roku gmina liczyła 537 mieszkańców.